# Ulrika Rotkirch
Märta Hulda Ulrika Rotkirch, född 26 juli 1919 i Helsingfors, död 9 december 2013, var en finländsk tandtekniker och företagsledare.
Rotkirch, som var dotter till verkställande direktör, odontologie licentiat Axel Sigurd Salingre och Märta Sofia Wrede af Elimä, gick i åttaklassigt läroverk, bedrev dentalstudier i en rad länder, anställdes vid Oy Dentaldepot Ab 1954, blev styrelsemedlem 1956, viceverkställande direktör 1959 och verkställande direktör 1960. Hon var ordförande i styrelsen för BAB Hafnia, i Föreningen av nordiska dental depoter från 1965, medlem av styrelsen för Finlands svenska flickscoutförbund och Svenska teaterföreningen i Finland. Hon blev hedersmedlem i Suomen hammasteknikkojen liitto 1965.